# Mujeres en Laos
Las mujeres laosianas han sido durante mucho tiempo participantes activas en la sociedad de su nación, involucradas en la política, impulsando la transformación y el desarrollo social, volviéndose activas en el mundo de los negocios y sirviendo como enfermeras y productoras de alimentos para los militares. Debido a la modernización y el desarraigo rural, las mujeres de Laos han comenzado a adoptar estilos de vida ajenos a los ideales tradicionales de Laos.

## Estatus legal

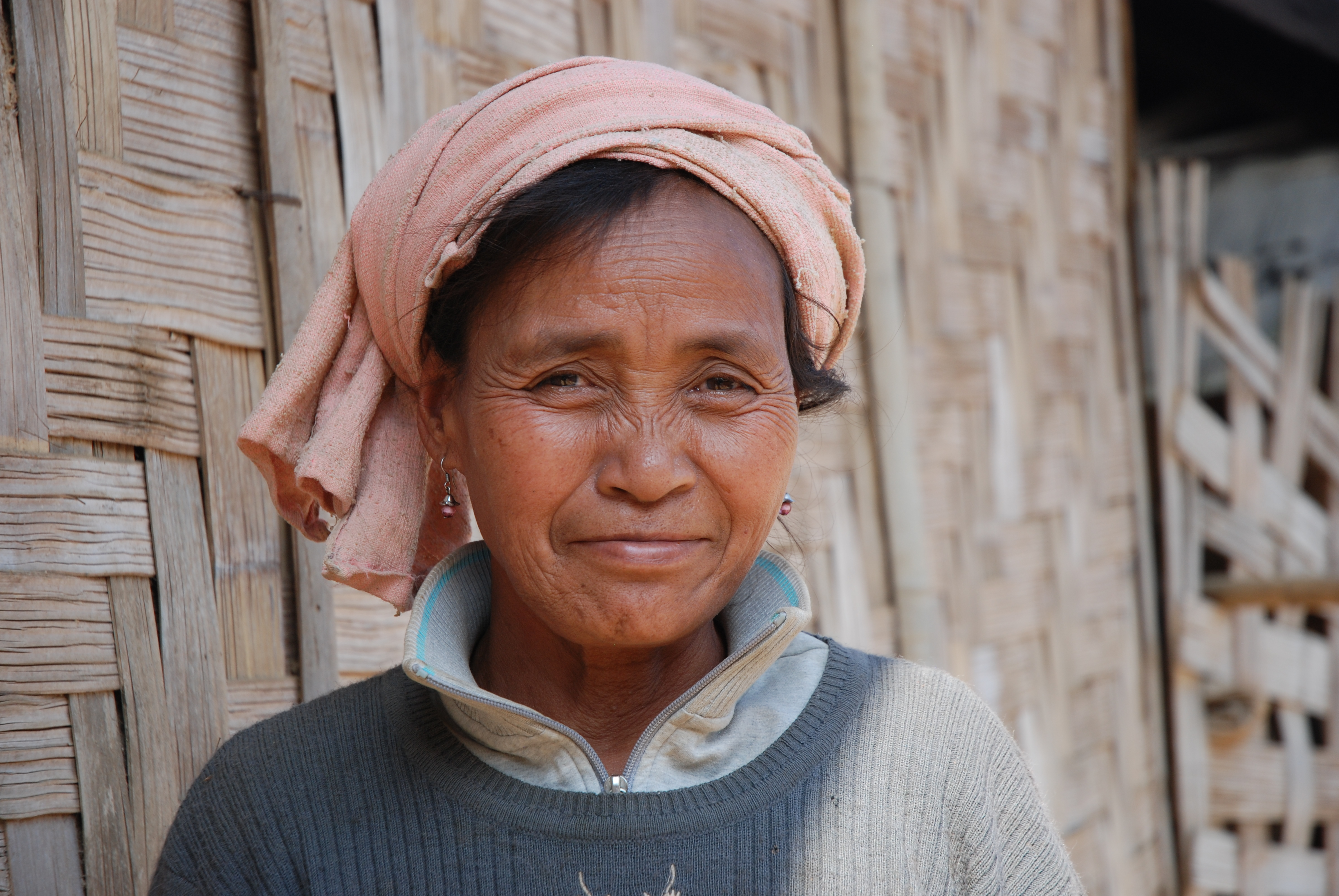
Mujer Khmu en el pueblo Ban Huay Fay, región Luang Prabang, Laos

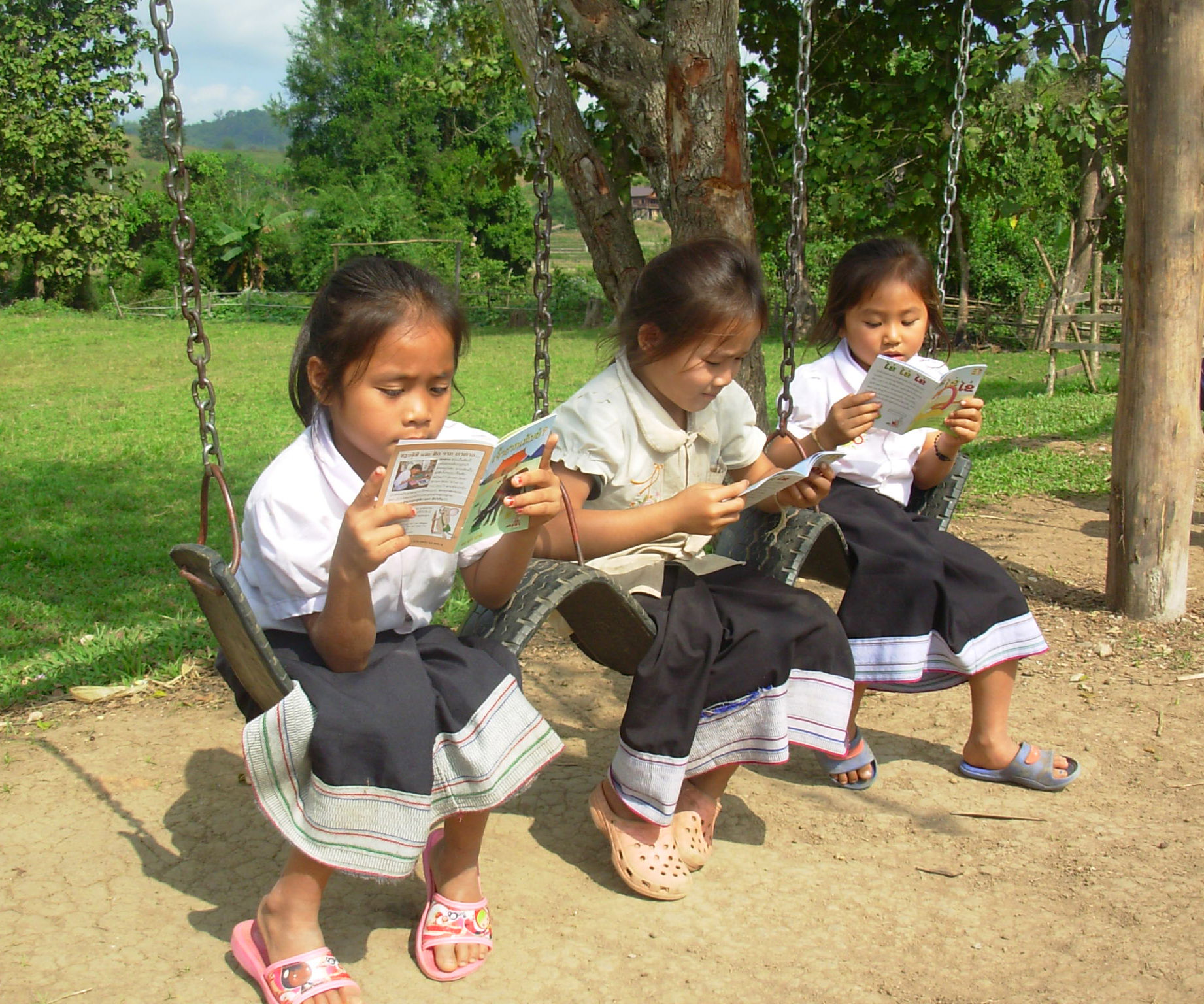
Chicas lao leyendo

Según la Constitución de Laos, las mujeres son legalmente iguales a los hombres de Lao. Tienen derecho a votar y heredar bienes. En la práctica, los roles y el estatus de las mujeres en la sociedad de Laos a menudo dependen de la afiliación étnica.  En algunos casos, como en el caso de las mujeres de Lao Loum, a la hija más joven a menudo se le asigna la tarea de cuidar a los padres ancianos a cambio de beneficios de herencia como la tierra y los negocios.
Después de recibir su herencia, la hija no obtiene control directo sobre los bienes, ya que su esposo posee poder ejecutivo sobre tales asuntos. Otras mujeres de diferentes grupos étnicos no heredan nada.  En 1993, el gobierno de Laos estableció un programa de topografía y titulación de tierras que fue nominalmente más beneficioso para las mujeres propietarias de tierras. También se promulgó la legislación nacional que declara que los hombres y mujeres laosianos "tienen el mismo derecho a poseer propiedades", incluida la Ley de la Familia que proclama que "cualquier propiedad comprada durante el matrimonio se considera una propiedad conjunta", y que la "propiedad de una mujer antes del matrimonio sigue siendo su propiedad individual, al igual que cualquier tierra que herede de sus padres ".

## Fuerza laboral
Muchas mujeres de regiones rurales de Laos asumen una variedad de roles semi-formales en sus comunidades, incluyendo las artesanías, comercio, salud pública y educación, además de sus roles tradicionales como amas de casa y cuidadores de niños. En las ciudades y gobierno, están subrepresentadas, particularmente en puestos de alto nivel. En términos de salarios, las mujeres típicamente reciben salarios más bajos que los hombres.

## Religión
En relación con el budismo de Laos y las creencias tradicionales, a muchas mujeres se les enseña que solo pueden alcanzar el nirvana después de haber renacido como hombres.

## Educación y entrenamiento

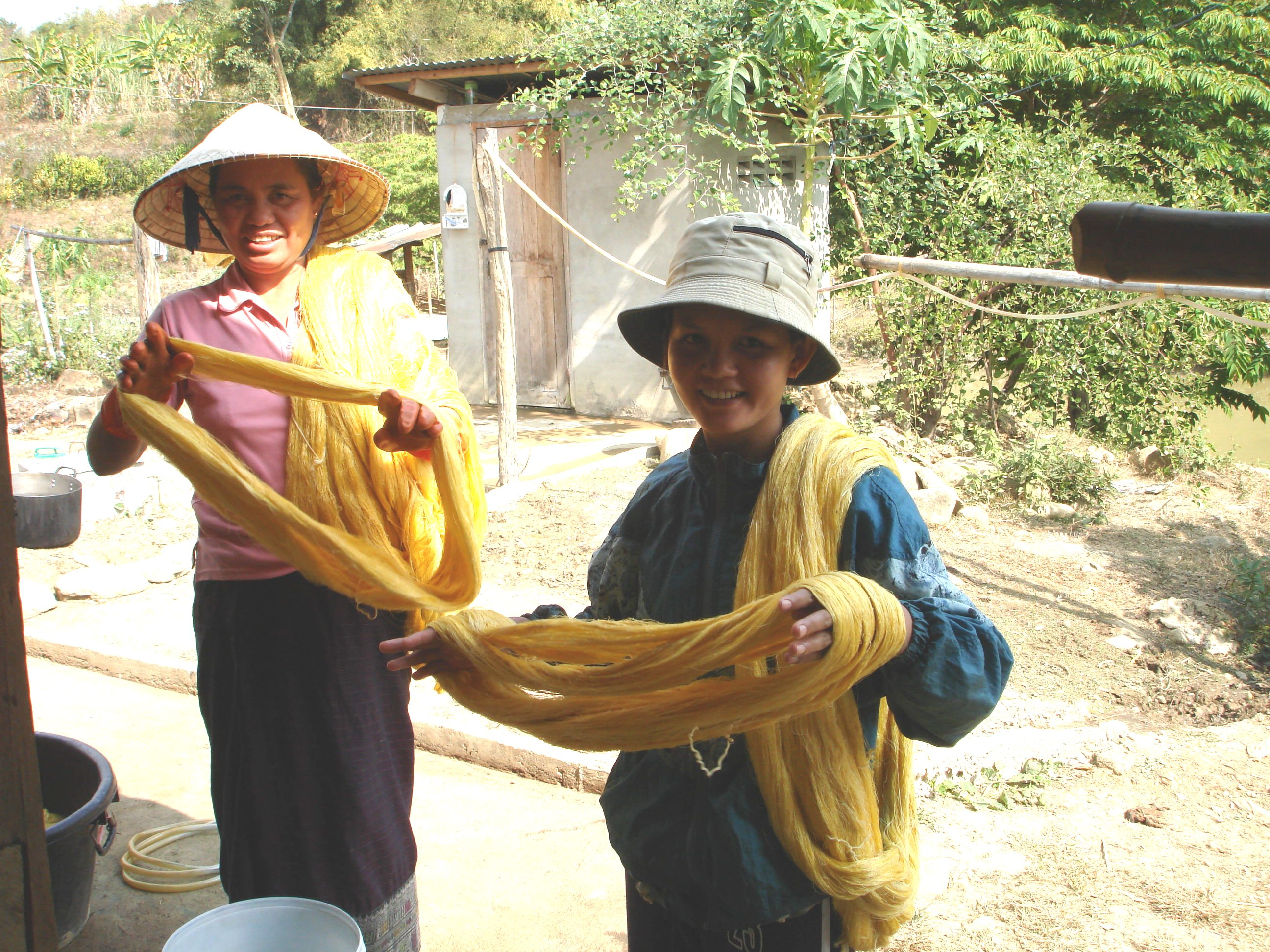
Dos mujeres laosianas y su producto de seda.

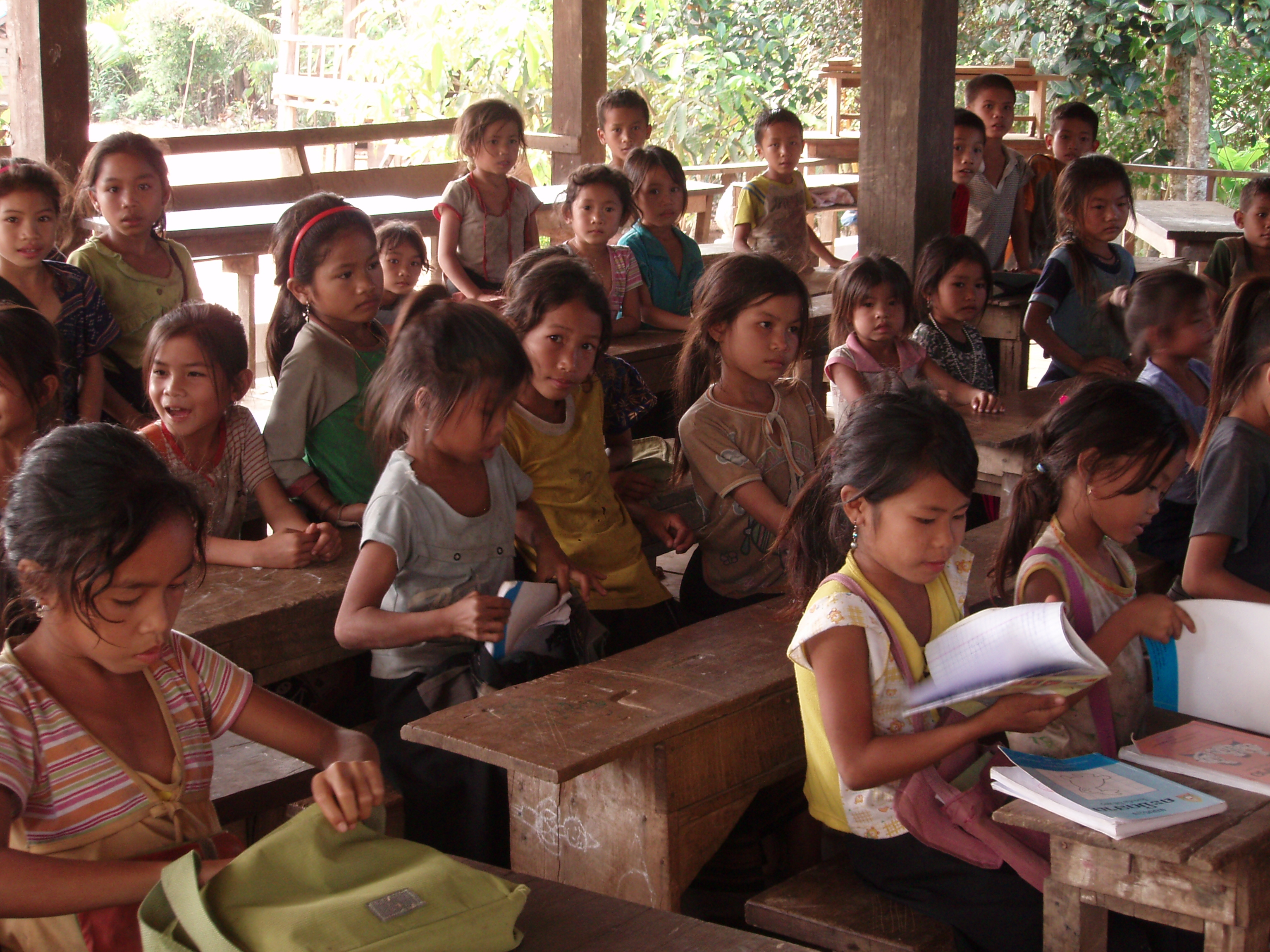
Alumnas en una escuela de un pequeño pueblo en una zona rural del norte de Laos

Menos niñas laosianas se matriculan en las escuelas que los niños.  Después de la Segunda Guerra Mundial, muchas mujeres, como las tejedoras de seda de la población Bai Hai, se involucraron cada vez más en el trabajo manual no calificado. A pesar de ser menos alfabetizadas y educadas que los hombres (el 63% de las mujeres de Lao pueden leer y escribir, en comparación con el 83% de los hombres), las mujeres de Laos se convirtieron en las principales asalariadas de sus unidades familiares, especialmente en las zonas rurales. 
En las últimas décadas, se han beneficiado además de los programas de microfinanciamiento ofrecidos por organizaciones como la Asociación de Desarrolladores de la Economía Social (SEDA).  En dichos programas, las mujeres reciben capacitación para establecer y administrar negocios, adquisición de materiales, producción en masa, negociación de precios para productos, administración financiera, estrategias de mercadeo, habilidades de escritura, planificación de negocios y toma de decisiones. El objetivo es ayudarlas  a obtener más poder y obtener "estabilidad financiera".
Otra organización involucrada en la educación de las mujeres es el Centro de Desarrollo de Mujeres con Discapacidad de Laos, una institución que capacita a mujeres con discapacidad.  Chanhpheng Sivila estableció el Centro de Desarrollo de Mujeres con Discapacidad de Laos, y funcionó principalmente como una serie de talleres antes de expandirse en 2002.  Otro grupo similar que se centra en los derechos, el empoderamiento y la salud de las mujeres de Laos es el Comité para el Avance de la Mujer de la provincia de Sayaboury.

## Política
Las mujeres obtuvieron el derecho de votar y ser elegidas en 1958 en Laos.  Siguen sin representación en el gobierno tanto a nivel local como nacional.
En las últimas décadas, han hecho notables avances en la política.  En 1997, Onechanh Thammavong se convirtió en una de los vicepresidentes de la Asamblea Nacional de Laos. En marzo de 2011, la Asamblea Nacional organizó un seminario para cuarenta y siete candidatas antes de la séptima elección general en abril de 2011, a fin de inculcar los "deberes importantes del cuerpo legislativo nacional" en las mujeres.

## Matrimonio
En la sociedad de Laos, las mujeres que se divorcian de sus maridos son tradicionalmente estigmatizadas, y a menudo les resulta difícil encontrar otro cónyuge.

## Prostitución y trata de blancas
Al igual que en muchos de los estados más pobres del  Sudeste Asiático, el tráfico de personas y la prostitución son problemas serios para las mujeres de Laos.